# سووتسکی (شهرستان بازارقرغون)
سووتسکی (به لاتین: Sovetskoye) یک منطقهٔ مسکونی در قرقیزستان است که در شهرستان بازارقرغون واقع شده‌است. سووتسکی ۹٬۰۳۵ نفر جمعیت دارد و ۷۵۶ متر بالاتر از سطح دریا واقع شده‌است.